# Problem von Brocard und Ramanujan
Das Problem von Brocard und Ramanujan ist ein ungelöstes Problem aus dem mathematischen Gebiet der Zahlentheorie.
Es behandelt die Frage, welche Fakultäten Vorgänger von Quadratzahlen sind, also welche Lösungen {\displaystyle (m;n)} von
{\displaystyle n!+1=m^{2}}
es in den natürlichen Zahlen gibt.
Die einzigen bekannten Lösungen {\displaystyle (m;n)} sind
{\displaystyle (5;4),(11;5)} und {\displaystyle (71;7)}.
Numerische Berechnungen zeigen, dass es keine weiteren Lösungen für {\displaystyle n<10^{9}} gibt.
Das Problem ist nach dem französischen Mathematiker Henri Brocard (1845–1922) und dem indischen Mathematiker Srinivasa Ramanujan (1887–1920) benannt.